# Liste des rhopalocères des Mascareignes

Situation des Mascareignes.

Cet article recense les lépidoptères rhopalocères (ou « papillons de jour ») de l’archipel des Mascareignes, c’est-à-dire de l'île de La Réunion, l'île Maurice et l'île Rodrigues. 
L’île de La Réunion compte actuellement 35 espèces de rhopalocères, dont 7 taxons endémiques (3 espèces : Papilio phorbanta, Neptis dumetorum, Euploea goudotii ; et 4 sous-espèces : Antanartia borbonica borbonica, Salamis augustina augustina, Heteropsis narcissus borbonica et Parnara naso bigutta),. 
Dans la liste rouge des rhopalocères de La Réunion publiée en 2010, quatre espèces sont classées comme menacées : Salamis augustina en danger critique d’extinction (statut CR), Antanartia borbonica, Papilio phorbanta et Neptis dumetorum en danger (statut EN), tandis qu’Euploea goudotii est quasi-menacée (statut NT).
Trois de ces espèces sont protégées par arrêté ministériel : Papilio phorbanta, Salamis augustina et Antanartia borbonica.
Au début du XXe siècle, l'île Maurice comptait 36 espèces, dont 8 endémiques, et l’île Rodrigues 10 espèces, dont une endémique. Plusieurs de ces espèces sont aujourd’hui considérées comme éteintes, tandis que quelques espèces introduites se sont récemment ajoutées à la liste.

## Famille desHesperiidae

### Sous-famille desCoeliadinae
- Coeliades forestan (Stoll, [1782]) — présent à La Réunion (LC)[3], à l'île Maurice[5] et à Rodrigues[5]
- Coeliades ernesti (Grandidier, 1867) — introduit à La Réunion (NA)[3] et à l'île Maurice

### Sous-famille desHesperiinae
- Borbo borbonica (Boisduval, 1833) — l'Hespérie de l'île Bourbon — présent à La Réunion (LC)[3], à l'île Maurice[5] et à Rodrigues[5]
- Erionota thrax (Linnaeus, 1767) — introduit à l'île Maurice[5]
- Parnara naso (Fabricius, 1798)
  - Parnara naso naso (Fabricius, 1798) — présent à l'île Maurice[5]
  - Parnara naso bigutta Evans, 1937 — endémique de La Réunion (DD)[3]

### Sous-famille desPyrginae
- Eagris sabadius (Gray, 1832) — présent à La Réunion (LC)[3] et à l'île Maurice[5]

## Famille desPapilionidae

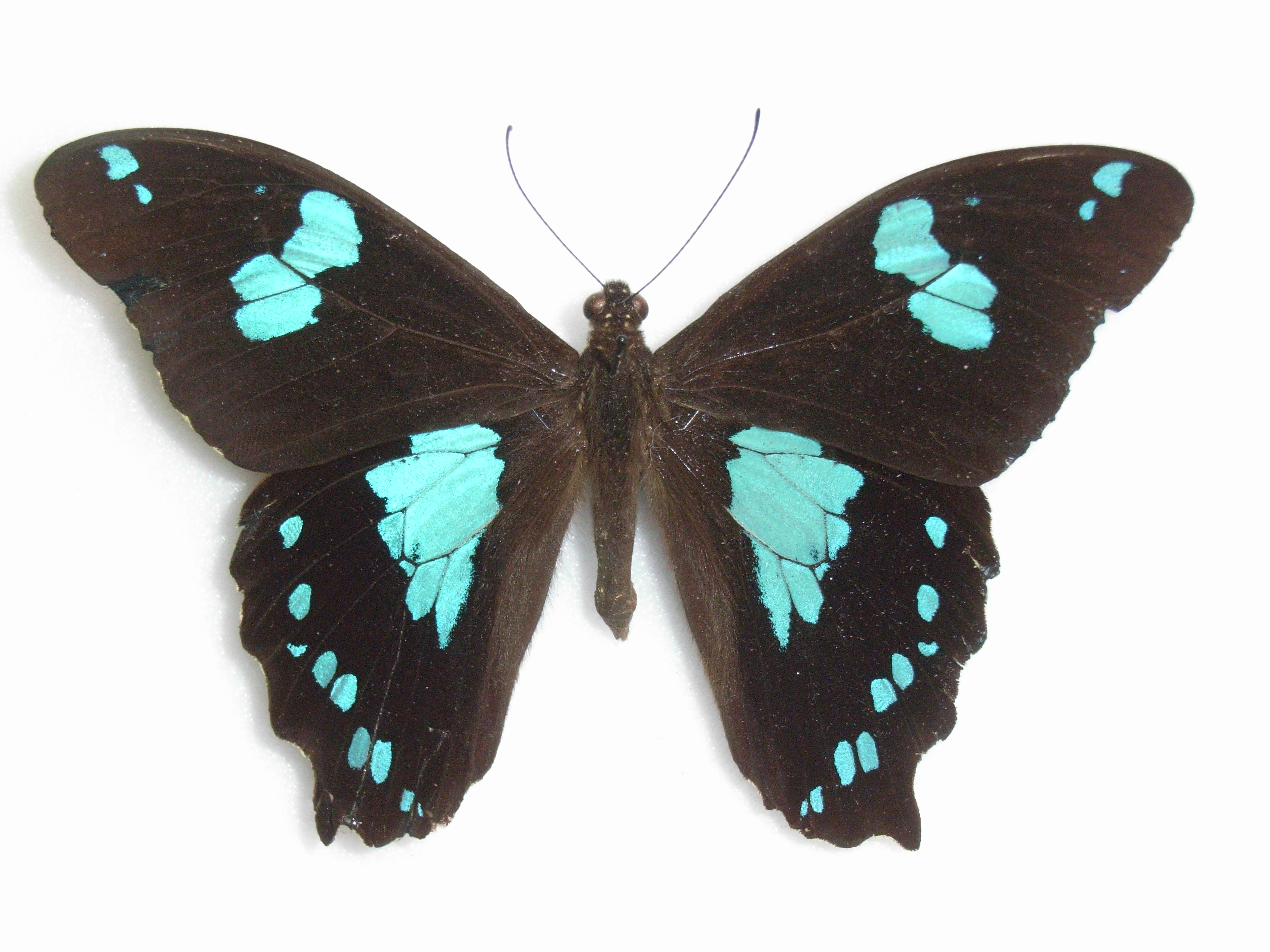
Papilio manlius, île Maurice.

### Sous-famille desPapilioninae
- Papilio demodocus Esper, 1798 — le Papillon de Vinson — introduit à La Réunion (NA)[3] et à l'île Maurice[5]
- Papilio phorbanta Linnaeus, 1771 — le Papillon La Pâture — endémique de La Réunion (EN)[3] où il est protégé par la Loi[4]
- Papilio manlius Fabricius, 1798 — endémique de l'île Maurice[5]

## Famille desPieridae

### Sous-famille desColiadinae
- Catopsilia florella (Fabricius, 1775) — présent à La Réunion (LC)[3] et à l'île Maurice[5]
- Catopsilia thauruma (Reakirt, 1866) — présent à La Réunion (LC)[3] et à l'île Maurice[5]
- Eurema brigitta pulchella (Boisduval, 1833) — présent à La Réunion (DD)[3] et à l'île Maurice[5]
- Eurema floricola ceres (Butler, 1886) — présent à La Réunion (LC)[3] et à l'île Maurice[5]

## Famille desLycaenidae

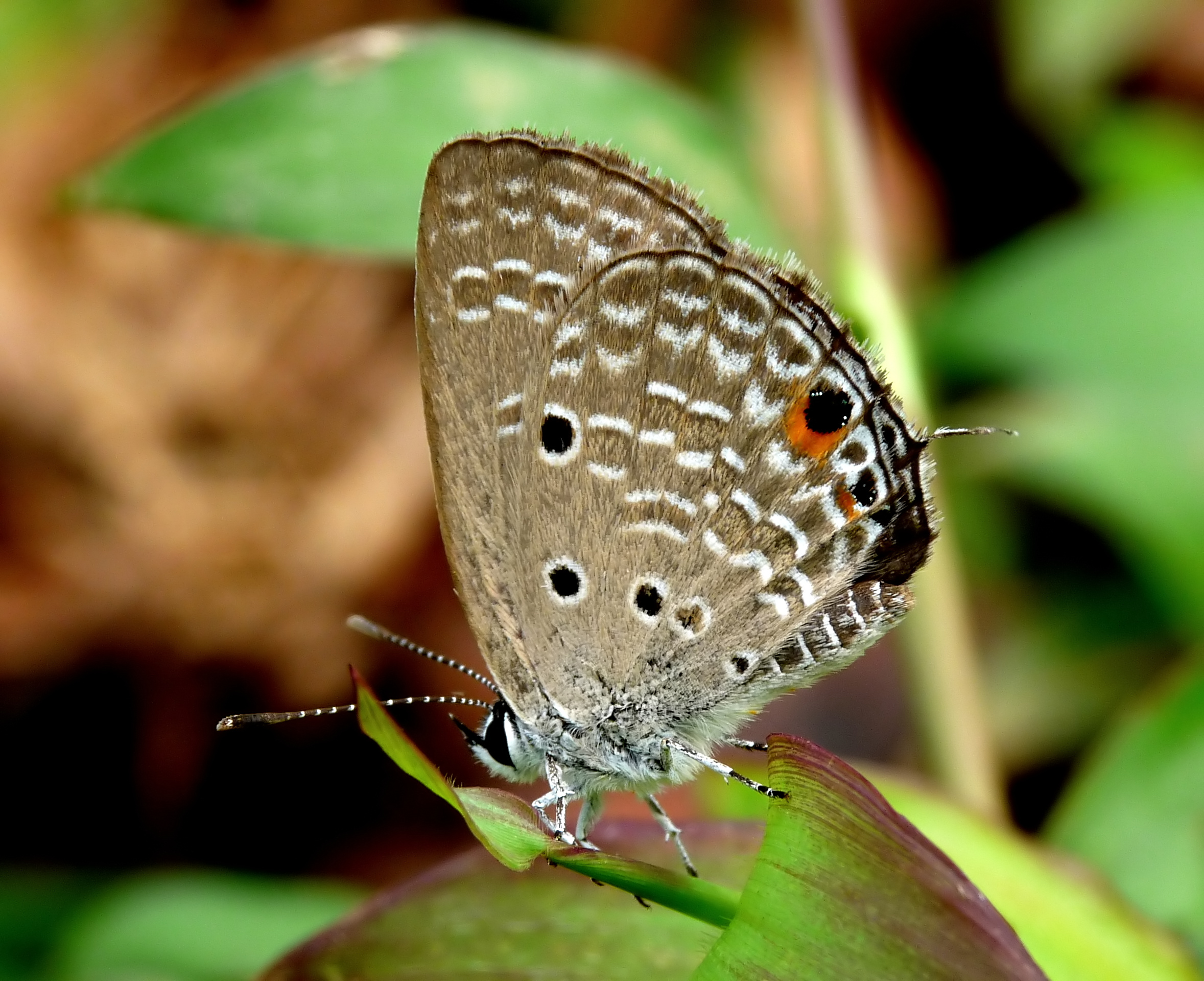
Luthrodes pandava, Inde.

### Sous-famille desPolyommatinae
- Cacyreus darius (Mabille, 1877) — présent à La Réunion (LC)[3] et à l'île Maurice[5]
- Cacyreus marshalli Butler, 1898 — introduit à La Réunion (NA)[3]
- Luthrodes pandava (Horsfield, 1829) — introduit à La Réunion (NA)[3],[2] et à l'île Maurice
- Lampides boeticus (Linnaeus, 1767) — l'Azuré porte-queue — présent à La Réunion (LC)[3], à l'île Maurice[5] et à Rodrigues[5]
- Leptotes mandersi (Druce, 1907) — endémique de l'île Maurice[5]
- Leptotes pirithous (Linnaeus, 1767) — l'Azuré de la luzerne — présent à La Réunion (LC)[3], à l'île Maurice[5] et à Rodrigues[5]
- Pseudonacaduba sichela reticulum (Mabille, 1877) — présent à La Réunion (LC)[3] et à l'île Maurice
- Zizeeria knysna (Trimen, 1862) — présent à La Réunion (LC)[3] et à l'île Maurice[5]
- Zizina antanossa (Mabille, 1877) — présent à La Réunion (LC)[3] et à l'île Maurice[5]
- Zizula hylax (Fabricius, 1775) — présent à La Réunion (LC)[3] et à l'île Maurice[5]

### Sous-famille desMiletinae
- Spalgis tintinga (Boisduval, 1833) — introduit à La Réunion (NA)[3]

### Sous-famille desTheclinae

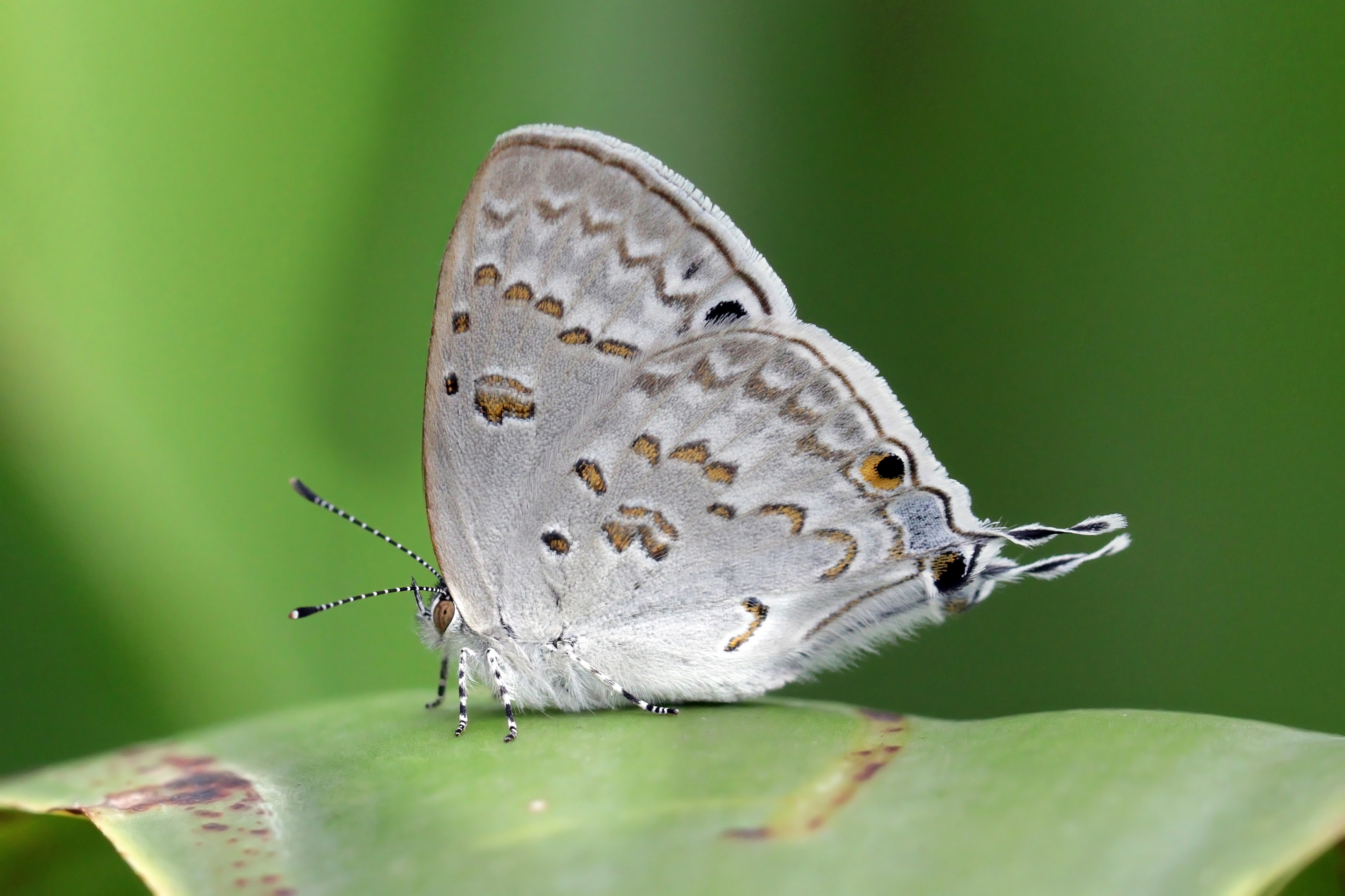
Leptomyrina phidias, Madagascar.

- Deudorix antalus (Hopffer, 1855) — présent à La Réunion (LC)[3] et à l'île Maurice[5]
- Leptomyrina phidias (Fabricius, 1793) — introduit à La Réunion[2]

## Famille desNymphalidae

### Sous-famille desDanainae
- Amauris phoedon (Fabricius, 1798) — endémique de l'île Maurice[5]
- Danaus chrysippus (Linnaeus, 1758) — le Monarque africain — présent à La Réunion (LC)[3], à l'île Maurice[5] et à Rodrigues[5]
- Danaus plexippus (Linnaeus, 1758) — le Grand monarque — présent à La Réunion (LC)[3]
- Euploea desjardinsii (Guérin-Méneville, 1844) — endémique de Rodrigues[5]
- Euploea euphon (Fabricius, 1798) — endémique de l'île Maurice[5]
- Euploea goudotii (Boisduval, 1833) — endémique de La Réunion (NT)[3]

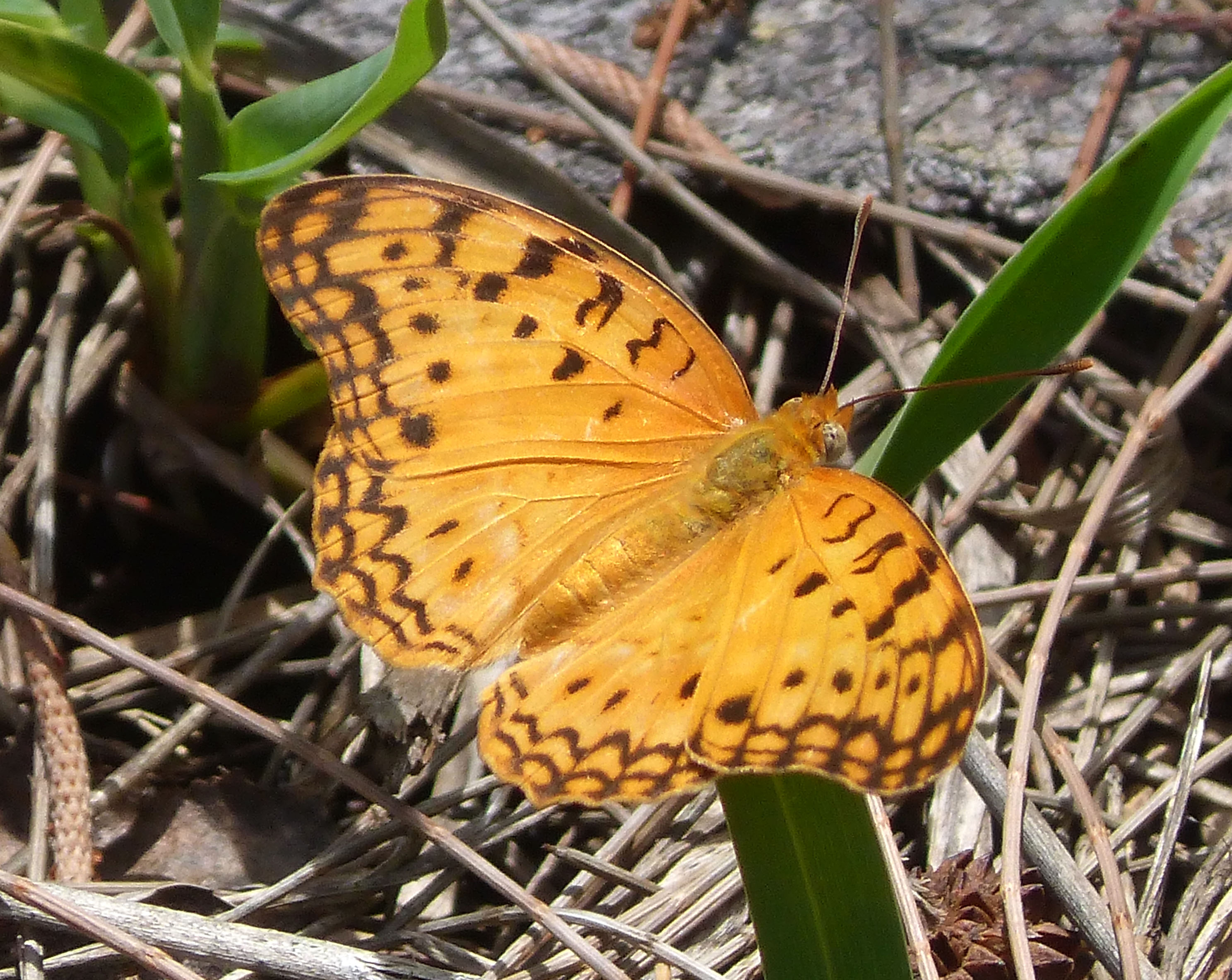
Phalanta phalantha aethiopica, île Maurice.

### Sous-famille desHeliconiinae
- Phalanta phalantha aethiopica (Rothschild & Jordan, 1903) — présent à La Réunion (LC)[3] et à l'île Maurice[5]

### Sous-famille desLibytheinae
- Libythea cyniras Trimen, 1866 — endémique de l'île Maurice, espèce uniquement connue par son spécimen-type, considérée comme éteinte[5]

### Sous-famille desLimenitidinae
- Neptis dumetorum (Boisduval, 1833) — endémique de La Réunion (EN)[3]
- Neptis frobenia (Fabricius, 1798) — endémique de l'île Maurice[5]

### Sous-famille desNymphalinae

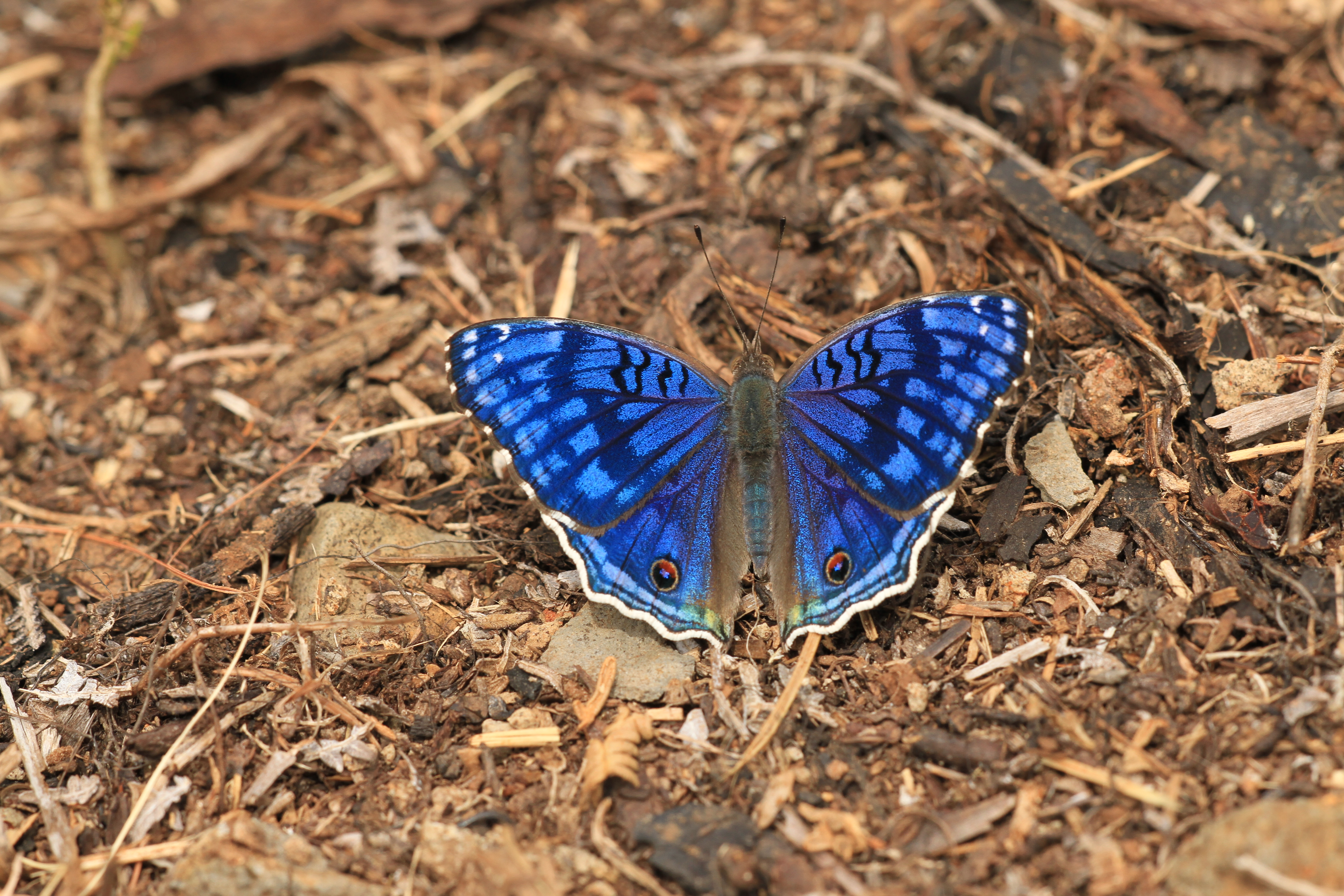
Junonia rhadama, île de La Réunion.

- Antanartia borbonica (Oberthür, 1879) — la Vanesse de l'obetie
  - Antanartia borbonica borbonica (Oberthür, 1879) — endémique de La Réunion (EN)[3] où elle est protégée par la Loi[4]
  - Antanartia borbonica mauritiana Manders, 1908 — endémique de l'île Maurice[5], présumée éteinte[1]
- Hypolimnas anthedon drucei (Butler, 1874) — anciennement citée à l'île Maurice[5]
- Hypolimnas bolina (Linnaeus, 1758) — anciennement citée à La Réunion et à l'île Maurice, non confirmée[5]
- Hypolimnas misippus (Linnaeus, 1764) — présent à La Réunion (LC)[3], à l'île Maurice[5] et à Rodrigues[5]
- Junonia goudoti (Boisduval, 1833) — anciennement citée à l'île Maurice[5]
- Junonia rhadama (Boisduval, 1833) — introduit à La Réunion (NA)[3], à l'île Maurice[5] et à Rodrigues[5]
- Salamis augustina Boisduval, 1833 — la Salamide d'Augustine
  - Salamis augustina augustina Boisduval, 1833 — endémique de La Réunion (CR)[3] où elle est protégée par la Loi[4]
  - Salamis augustina vinsoni Le Cerf, 1922 — endémique de l'île Maurice[5], présumée éteinte
- Vanessa cardui (Linnaeus, 1758) — présent à La Réunion (LC)[3], migrant rare à l'île Maurice[5]

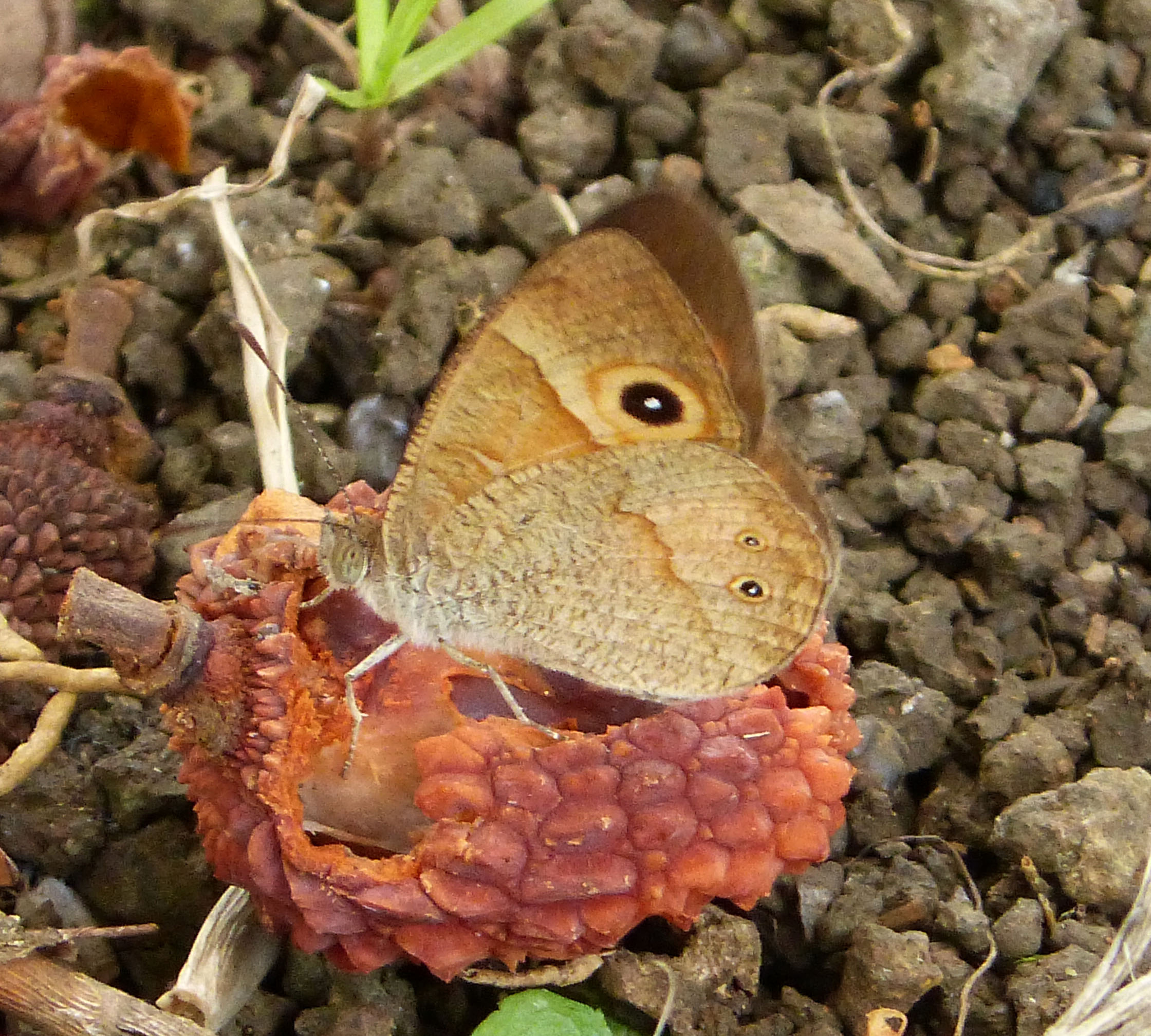
Heteropsis narcissus narcissus, île Maurice.

### Sous-famille desSatyrinae
- Heteropsis narcissus (Fabricius, 1798)
  - Heteropsis narcissus narcissus (Fabricius, 1798) — endémique de l'île Maurice[5]
  - Heteropsis narcissus borbonica (Oberthur, 1916) — endémique de La Réunion (LC)[3]
- Melanitis leda (Linnaeus, 1758) — présent à La Réunion (LC)[3], à l'île Maurice[5] et à Rodrigues[5]